# Het Verbond voor Magische Zaken
Het Verbond voor Magische Zaken (Engels: The Bureau of Magical Things) is een Australische avonturenserie die op 8 juli 2018 in première ging in Australië bij Eleven, en op 8 oktober 2018 in de Verenigde Staten bij Nickelodeon.

## Verhaal
De menselijke en magische wereld leefden in harmonie naast elkaar, maar toen de technologie vorderde, werd de magische wereld teruggedrongen. Magische wezens werden bedreigde soorten.
Kyra raakt op een nacht een zwevend boek aan. Maar in werkelijkheid werd het boek omhoog gehouden door de magie van een elf en een fee. Wanneer Kyra het boek aanraakt, verandert alles voor haar. Opeens heeft ze magische krachten; ze is plots het sterkste wezen van de magische wereld. Terwijl Kyra leert leven met haar nieuwe krachten is iemand uit op haar krachten. Diegene wil ervoor zorgen dat magie wordt hersteld op zijn rechtmatige plaats, zodat de magische wereld niet langer teruggedrongen is.
Kyra en Peter moeten het mysterie oplossen wie de raadselachtige figuur is. Het onderzoek leidt ertoe dat ze geheimen onthullen in zowel de menselijke als de magische wereld die niemand had kunnen bedenken.

## Hoofdrollen
- Kimie Tsukakoshi als Kyra, een tienermeisje wiens leven veranderd is na een aanraking met een magisch boek. Het transformeert haar in een tri-ling: deels fee, deels elf en deels mens. Ze wordt opeens het krachtigste wezen van de magische wereld, omdat ze bolmagie bezit. De bolmagie is ontstaan doordat ze een boek aanraakte dat tegelijkertijd beïnvloed was door elfenmagie en feeënmagie. Hoewel het voor haar onwerkelijk lijkt probeert ze om te gaan met haar nieuwe krachten.

- Mia Milnes als Lily, een fee die een opleiding volgt om te gaan werken bij het Department of Magical Intervention(DMI). Ze is een vriendelijke en lieve leerling die altijd klaar staat om Kyra te helpen met haar krachten.

- Elizabeth Cullen als Imogen, een elf die een opleiding volgt om te gaan werken bij het DMI. Hoewel ze serieus bezig is met haar opleiding, gelooft ze niet in teamwork liever werkt ze helemaal alleen. Eerst is ze wat wantrouwig tegenover Kyra maar later worden ze goede vrienden.

- Julian Cullen als Darra, een elf die een opleiding volgt om te gaan werken bij het DMI en de broer van Imogen. In tegenstelling tot zijn zus is hij vriendelijker voor anderen en niet zo enthousiast over zijn studie. Ook heeft hij een oogje op Kyra.

- Rainbow Wedell als Ruksy, een fee die een opleiding volgt om te gaan werken bij het DMI. Hoewel ze vriendelijk is dan Lily, is ze veel serieuzer.

- Jamie Carter als Peter, Kyra's vriend. Hij houdt van strips en gelooft dat magie bestaat, later wordt zijn gevoel bevestigd.

- Christopher Sommers als professor Maxwell, eigenaar van een boekwinkel en leraar van magie voor de DMI. Hij traint zijn studenten om hun magische krachten te beheersen. Hij is een half-ling, half mens en half elf. Hij geeft veel om zijn studenten en wil dat ze hun volle potentieel bereiken.

## Bijrollen
- Arnijka Larcombe-Weate als Mathilda, Kyra's beste vriend en medebasketbalspeler die Kyra's magische krachten niet kent.

- Steve Nation als Steve, Kyra's stiefvader en lokale politieofficier, die ook niet op de hoogte is van Kyra's krachten.

- Melanie Zanetti als Orla, een elf die een van de topagenten van de DMI is en de idool van Imogen die zich voordoet als een verslaggever. Ze is een oude bekende van Maxwell, want ze heeft bij hem les gevolgd. Orla heeft haar eigen agenda met betrekking tot Kyra.

- Nicholas Bell als Sean, de directeur van het DMI en Lily's vader.

## Nederlandse stemmen
| Rol               | Nederlandse stem   |
| ----------------- | ------------------ |
| Kyra              | Sarah Nauta        |
| Lily              | Onbekend           |
| Imogen            | Vita Coenen        |
| Darra             | Jip Bartels        |
| Roksy             | Helle Vanderheyden |
| Peter             | Ricardo Blei       |
| Professor Maxwell | Ruben Lürsen       |
| Mathilda          | Pip Pellens        |
| Steve             | Onbekend           |
| Orla              | Onbekend           |
| Sean              | Onbekend           |

## Afleveringen
| Aflevering | Titel                           | Geregisseerd door | Geschreven door               | Eerste uitzenddatum AUS | Eerste uitzenddatum Nederland en België |
| ---------- | ------------------------------- | ----------------- | ----------------------------- | ----------------------- | --------------------------------------- |
| 1          | Magische Ongelukken             | Grant Brown       | Evan Clarry                   | 8 juli 2018             | 7 januari 2019                          |
| 2          | Magie in de Lucht               | Grant Brown       | Chris Anastassiades           | 15 juli 2018            | 7 januari 2019                          |
| 3          | Het Podium van de Wereld        | Grant Brown       | Alex Wyatt & Mark Shirrefs    | 22 juli 2018            | 8 januari 2019                          |
| 4          | Naar de Honden gegaan           | Grant Brown       | Li-Kim Chuah                  | 29 juli 2018            | 9 januari 2019                          |
| 5          | Een Ridder om te Onthouden      | Grant Brown       | Anthony Morris                | 5 augustus 2018         | 10 januari 2019                         |
| 6          | De Test                         | Grant Brown       | Michelle Law                  | 12 augustus 2018        | 11 januari 2019                         |
| 7          | Fee voor een Dag                | Grant Brown       | Sam Carroll                   | 19 augustus 2018        | 14 januari 2019                         |
| 8          | Kortere Weg                     | Grant Brown       | Evan Clarry                   | 26 augustus 2018        | 15 januari 2019                         |
| 9          | Op het Strand                   | Grant Brown       | Alex Wyatt & Mark Shirrefs    | 2 september 2018        | 16 januari 2019                         |
| 10         | Onbekende Wateren'              | Grant Brown       | Chris Anastassiades           | 9 september 2018        | 17 januari 2019                         |
| 11         | Een Sprookje                    | Evan Clarry       | Evan Clarry                   | 16 september 2018       | 18 januari 2019                         |
| 12         | Gangpad 13                      | Evan Clarry       | Vicki Englund                 | 23 september 2018       | 21 januari 2019                         |
| 13         | Krachten van Aantrekkingskracht | Evan Clarry       | Sam Carroll                   | 30 september 2018       | 22 januari 2019                         |
| 14         | Het Oog van Horus               | Evan Clarry       | Evan Clarry                   | 7 oktober 2018          | 23 januari 2019                         |
| 15         | Dag des Oordeels                | Evan Clarry       | Sam Carroll                   | 14 oktober 2018         | 24 januari 2019                         |
| 16         | Prijsdag                        | Evan Clarry       | Alexa Wyatt                   | 21 oktober 2018         | 25 januari 2019                         |
| 17         | Verdachte                       | Evan Clarry       | Vicki Englund                 | 28 oktober 2018         | 28 januari 2019                         |
| 18         | Op de Zaak                      | Evan Clarry       | Vicki Englund                 | 1 november 2018         | 29 januari 2019                         |
| 19         | Einde van de Rit: Deel 1        | Evan Clarry       | Mark Shirrefs                 | 2 november 2018         | 30 januari 2019                         |
| 20         | Einde van de Rit: Deel 2        | Evan Clarry       | Vicki Englund & Mark Shirrefs | 2 november 2018         | 31 januari 2019                         |